# 三星Galaxy Tab 7.0 Plus
Samsung Galaxy Tab 7.0 Plus是韓國三星電子生產的平板電腦，使用Google Android操作系統，支援3G話音通話功能，可作為手機使用，在2011年11月推出。

## 硬件
Samsung Galaxy Tab 7.0 Plus使用Exynos 1.2GHz雙核心處理器、1GB記憶體、16GB快閃記憶體儲存；7吋電容式多點觸控液晶顯示屏（解像度1024×600）、後置300萬像素自動對焦鏡頭、前置200萬像素視訊鏡頭。連接介面包括專用連接插槽、3.5mm耳機插孔，及microSD插槽，支援記憶卡容量最高32GB。支援3G通話、視像會議及Voice Call功能。機身採用白色塑膠物料製造。

## 軟件
Samsung Galaxy Tab 7.0 Plus採用Android 3.2 Honeycomb，可升級到Android 4.0.4 Ice Cream Sandwich操作系統。內置三星Touchwiz v4.0使用者介面。

## 外部連結
- GALAXY Tab 7.0 Plus 三星官方網站 中文